# Cristiano Biraghi
Cristiano Biraghi, född 1 september 1992 i Cernusco sul Naviglio, är en italiensk fotbollsspelare som spelar för Fiorentina. Han representerar även det italienska landslaget.